# 桃屋マミ
桃屋 マミ（ももや まみ、1989年3月28日 - ）は、日本の元アイドル、イラストレーター、絵本作家である。女性。愛知県名古屋市出身。血液型はO型。
2015年6月7日をもってアイドルグループ平成琴姫を卒業し、イラストレーターとしての活動を開始した。クレパスを用いた作品が中心である。現在、大人の心に響く「紙芝居ライブ」を展開。2015年7月27日、下北沢mona recordsにて紙芝居ライブデビュー。
2016年3月20日、鹿児島県出身の一般男性と入籍。
なお、肩書はお絵かきレーター(お絵かき＋イラストレーターの本人による造語)である。

## 活動
2012年3月31日、平成琴姫リーダー、早起き担当としてデビュー。メンバーカラーは黄色。
2014年2月1日、自身のブログにて、絵日記の掲載を始める。
2015年6月7日、イラストレーター、絵本作家を目指すため平成琴姫を卒業。
2015年7月27日、下北沢mona records　第1回紙芝居ライブにて、同会場の動員記録を更新。

## ライブ・イベント等
- 2015年7月27日：下北沢mona records 第1回紙芝居ライブ
- 2015年8月17日 - 30日：都営新宿線 市ヶ谷駅 プロムナード・ギャラリー 作品のギャラリー展示
- 2015年9月9日：AKIBAカルチャーズ劇場『SUMMER SELECTIONS Vol3』のライブ背景に絵が使われる
- 2015年9月27日：青山 月見ル君ヲ想ウ 第2回紙芝居ライブ
- 2015年10月14日：三軒茶屋 グレープフルーツムーン 第3回紙芝居ライブ
- 2015年11月18日：江古田buddy 第4回紙芝居ライブ
- 2015年12月1日：四谷天窓 第5回紙芝居ライブ
- 2016年1月14日：北参道ストロボカフェ 第6回紙芝居ライブ